# Uzbekistán en los Juegos Paralímpicos de Sochi 2014
Uzbekistán estuvo representado en los Juegos Paralímpicos de Sochi 2014 por dos deportistas masculinos. El equipo paralímpico uzbeko no obtuvo ninguna medalla en estos Juegos.